# 이강원 (법조인)
이강원(李康源, 1960년 ~)은 제22대 부산고등법원 법원장이다.

## 생애
1960년 서울시에서 태어나 우신고등학교와 성균관대학교 법학과를 졸업한 이강원은 제25회 사법시험에 합격해 제15기 사법연수원과 군 법무관을 마치고 1989년 수원지방법원 성남지원 판사에 임용되어 서울지방법원 서부지원, 춘천지방법원 속초지원, 서울지방법원, 서울고등법원에서 판사를 하다가 법원행정처 송무심의관을 거쳐 2001년 부장판사로 승진하여 청주지방법원, 서울가정법원, 서울중앙지방법원, 대구고등법원, 서울고등법원에서 부장판사로서 재판장을 하는 등 각급 법원에서 민사, 형사, 행정, 가사 등 다양한 재판업무를 경험했다. 서울고등법원 부장판사로 재직하던 2015년 2월에 법원장으로 승진하여 창원지방법원에서 법원장을 하면서 제40대 경상남도선거관리위원회 위원장을 겸직하였으나 2년이 지난 2017년 2월에 다시 서울고등법원으로 복귀했다. 법원 내에서 연구 모임인 환경법 연구회 회장과 한국형사소송법학회 부회장을 맡았다.
서울가정법원에서 재직할 때 숙려기간제도와 상담제도 등을 도입했으며 서울고등법원 형사부 재판장으로 있으면서 강기훈 유서대필사건 재심에서 무죄를 선고했으며 론스타의 외환은행 인수 관련 배임·뇌물 사건, 재일교포 간첩조작 재심사건 등을 재판하였을 뿐만 아니라 서울고등법원내 공정거래전담재판부 재판장을 하면서 4대강 입찰담합 사건, 라면 담합사건, 휴대전화 보조금 사건을 맡았다.
법원장으로 있다가 서울고등법원 부장판사에 임명되어 재판부에서 재판을 하였던 이강원은 2019년 1월 28일에 있은 법원 인사에서 제22대 부산고등법원 법원장에 임명되었다.